# Paola Gaiotti De Biase
Paola Gaiotti de Biase (ur. 26 sierpnia 1927 w Neapolu, zm. 13 lipca 2022) – włoska polityk i publicystka, posłanka do Parlamentu Europejskiego I kadencji, posłanka do Izby Deputowanych XII kadencji.

## Życiorys
Ukończyła studia filozoficzne. Zajęła się działalnością publicystyczną, od lat 50. opublikowała kilka książek poświęconych polityce i historii, w szczególności roli kobiet na przestrzeni dziejów. Współpracowała też z różnymi gazetami w Europie. Zaangażowała się w działalność polityczną w ramach Chrześcijańskiej Demokracji, została m.in. przewodniczącego powiązanej z partią federacji katoliczek. W 1979 uzyskała mandat posłanki do Parlamentu Europejskiego I kadencji, przystąpiła do Europejskiej Partii Ludowej, należała m.in. do Komisji ds. Młodzieży, Kultury, Edukacji, Informacji i Sportu oraz Komisji ds. Regulaminu i Petycji.
W 1984 opuściła DC, przechodząc do ruchu Lega Democratica – Cristiani per il Socialismo e le Comunità di Base (została później jego przewodniczącą). W 1992 została członkinią Demokratycznej Partii Lewicy, objęła w niej funkcję sekretarza. Rok później wstąpiła natomiast do Cristiano Sociali. Ugrupowanie to znalazło się w koalicji Sojusz Postępowców, z listy którego w 1994 zdobyła mandat poselski. Należała w tej kadencji do Zgromadzenia Parlamentarnego Rady Europy. W 1996 związała się z ruchem Cittadini per l'Ulivo, w tym samym roku przestała zasiadać w parlamencie.